# Willard Somers Elliot
Willard Somers Elliot (Fort Worth, Texas, 18 de juliol, 1926 – ídem 7 de juny, 2000) va ser un intèrpret de fagot i compositor nord-americà. Va ser fagot de l'Orquestra Simfònica de Houston (1946–1949), fagot de l'Orquestra Simfònica de Dallas (1951–1956), fagot principal de l'Orquestra Simfònica de Dallas (1956–1964) i fagot principal de l'Orquestra Simfònica de Chicago (1964). –1997). Elliot va compondre i interpretar dues vegades el Concert per a fagot i orquestra amb l'Orquestra Simfònica de Chicago sota els directors Seiji Ozawa i Jean Martinon.
Durant els seus 32 anys ininterromputs com a fagot principal de la "Chicago Symphony", Elliot va actuar com a solista amb Sir Georg Solti, Seiji Ozawa, Jean Martinon, Antonio Janigro, Carlo Maria Giulini, Morton Gould, Lawrence Foster i Claudio Abbado. Va gravar el Concert de Mozart per a Deutsche Grammophon, dirigit per Claudio Abbado.
Elliot també va ser membre dels "Chicago Symphony Chamber Wind Players", "Chicago Symphony Winds" i "Chicago Pro Musica", que va guanyar un premi Grammy el 1986 al Millor artista clàssic nou.
El 1986 Elliot i la seva dona van formar "Bruyere Music Publishers" per publicar les seves pròpies composicions i arranjaments.

## Composicions seleccionades
- Simfonia núm. 2
- Hypnos and Psyche
- Elegy for Bassoon and Orchestra, estrenada el 7 de desembre de 1959, Dallas Symphony Orchestra, Paul Kletzki director
- Quetzalcoatl, un poema de to
- Peça nocturna per a petita orquestra
- Concert per a dos fagots i orquestra
- Concert per a fagot i orquestra (1965)
- 3 duets per a flauta i fagot
- Sis cançons franceses del segle XV per a oboè, fagot i piano (1978)
- Poema per a fagot i quartet de corda
- Quintet per a fagot i corda
- Dues metamorfosis per a fagot solista, quartet de corda i quartet de vent
- Sis cançons portugueses per a fagot i piano
- Sis cançons populars portugueses per a fagot sol i orquestra (1990)
- Elegy for Orchestra (1960) (Premi Kousevitzky (1961)[1]
- Snake Charmer, per a flauta alt i orquestra (1975)
- Five Impressions for Wind Octet (1981)
- Fantasy, per a piccolo i piano (1978)
- Cinc peces curtes per a oboè i piano (1986)
- Quatre peces lletres per a octet de vent, Edvard Grieg, arranjades per Willard Elliot (1986)
- Ma mere l'Oye cinq pieces enfantines, Maurice Ravel, arranjat per a flauta, oboè, clarinet, fagot, trompa, violí, viola, violoncel i baix per Willard Elliot (1988)
- Marxa de Turandot, Carl Maria von Weber, arranjat per a octet de vent (2 oboès, 2 clarinets, 2 trompes, 2 fagots) de Willard Elliot (1986)
- Peter Schmoll ouverture, Carl Maria von Weber, arranjat per a octet de vent per Willard Elliot (1986)
- Quartet en si bemoll, per a fagot, violí, viola i violoncel, Mozart, adaptat per Willard Elliot (1986)
- Quejas o la maja y el ruisenor (Lament de la maja i el rossinyol), de Goyescas, per a octet de vent: 2 oboès, 2 clarinets, 2 trompes, 2 fagots Granados, arranjat Willard Elliot (1986)
- Scriabiniana, suite d'obres per a piano seleccionades, Alexander Scriabin, arranjades per a flauta, oboè, clarinet, fagot, trompa, violí, viola, violoncel i baix de Willard Elliot (1991)
- Septet, per a flauta, oboè, clarinet, fagot, trompa, trompeta i tuba, Willard Elliot (1987)
- Septet, per a oboè, fagot, trompa, dos violins, violoncel i baix, Glinka, nova revisió de Willard Elliot (1988)
- Set preludis per a clarinet i piano, Alexander Scriabin, arranjat per Willard Elliot (1986)
- Siluetes (a partir d'impressions), per a soprano, fagot i piano, de Willard Elliot (1991)
- Sis cançons populars portugueses, per a fagot i piano, Willard Elliot (1988)
- Tears, Idle Tears, per a soprano, fagot i piano, de Willard Elliot (1990)
- Dos esbossos per a quintet de vent fusta (1986)
- Valse, Opus 38 per a flauta, clarinet, fagot i piano Alexander Scriabin, arranjat per Willard Elliot (1986)
- Evolutions per a dos contrafagots (estrenada el 10 d'agost de 1999, conferència anual de la "International Double Reed Society")

La majoria de les composicions anteriors van ser publicades per "Bruyere Music Publishers", una empresa que Willard i la seva dona, Pat (née Patricia J. Bills), van fundar el 1986 per publicar i popularitzar les seves composicions i arranjaments.

## Educació
- 1945 – Llicenciat en música, University of North Texas
- 1946 – Màster en música; en composició, Eastman School of Music, Universitat de Rochester

- Estudiant de Vincent Pezzi (fagot), Sanford Sharoff (fagot), Bernard Rogers (composició i orquestració)

## Altres càrrecs
- 1949–1952 – Instructor de fagot, University of North Texas College of Music
- 1973–1976 – Facultat, Universitat DePaul
- 1979–1984 – Facultat, Northwestern University
- 1997–2000 – Facultat, Texas Christian University

## Premis
- 1947 – Guanyador, "Federació Nacional de Clubs de Música" Concurs de Composició
- 1961 – Co-guanyador del premi "Koussevitsky Foundation", Elegy for Orchestra, interpretat per la Dallas Symphony Orchestra, Paul Kletzki dirigint
- 1986 – Chicago Pro Musica va rebre un Premi Grammy al millor artista clàssic nou als 28è Premis Grammy.

## Discografia seleccionada
Chicago Pro Musica, The Medinah Sessions

1. Kurt Weill, Suite de The Three-Penny Opera (gravat el juny de 1988)
2. Sir William Walton, Facade Suite (gravat l'agost de 1983)
3. Richard Strauss, Hasenöhrl, Till Eulenspiegel's Merry Pranks (gravat l'agost de 1983)
4. Igor Stravinsky, El conte del soldat – Suite (gravat l'agost de 1983)
5. Paul Bowles, Música per a una farsa (gravat el juny de 1988)
6. Bohuslav Martinů, La Revue de Cuisine (gravat el juny de 1988)
7. Alexander Scriabin, Willard Elliot, Vals en la bemoll major, Opus 38 (gravat l'agost de 1983)
8. Carl Nielsen, Serenata in vano (gravat l'agost de 1983)
9. Edgard Varèse, Octandre (gravat el juny de 1988)
10. Rimsky-Korsakov, Easily Blackwood, Capritx espanyol (gravat l'agost de 1983)

Enregistrat l'agost de 1983 i juny de 1988 a Medinah Temple, Ohio Street, Chicago (les sessions de 1983 es van publicar dos anys més tard en un parell de discos)
La sessió de 1983 es va tornar a empaquetar amb la sessió de 1988 i es va tornar a publicar com a gravació per a audiòfils (enregistrament analògic a HDCD) el 2001 en dos CD per referencerecordings.